# Suwałki
Suwałki (njem.: Suwalken između 1941. – 1944. Sudauen, lit.: Suvalkai) je grad od 69 639 stanovnika u Podlaskom vojvodstvu na sjeveroistoku Poljske.

## Geografske karakteristike
Suwałki se prostire duž rijeke Czarna Hańcza, udaljen 32,9 km sjeverno od Augustówa.
Povijesno središte grada s građevinama iz 19. stoljeća smiješeno je na lijevoj obali rijeke, a sa sjevera, istoka i juga nižu se nove stambene četvrti. Industrijski pogoni nalaze se na istočnoj i južnoj periferiji.

## Povijest
Naselje su osnovali kamaldolijanski redovnici iz samostana na Jezeru Wigry oko 1682. – 1690. na gazu preko rijeke Czarna Hańcza. Služilo im je i kao trgovište za prodaju robe, tako da je naraslo i dobilo status grada 1720., ali je sve do kraja 18. stoljeća ostalo vezano uz poljoprivredu. Trgovinom su se bavili Židovi koji su činili značajan dio stanovništva.
Nakon Treće podjele Poljske 1795. Suwałki je pripao Kraljevini Pruskoj. Za njene vladavine dobio je administrativnu funkciju kao sjedište Okruga Wigry (1797. – 1807.)
Nakon Kraljevine Pruske grad je od 1807. bio dijelom kratkotrajnoga napoleonskog Varšavskog vojvodstva, a od 1815. je dio proruske Kongresne Poljske. Suwałki je 1816. postao prijestolnica Augustówskog vojvodstva, koje je od 1837. postao gubernijom, čiji je teritorij od 1866. povećan. Od 1831. je i sjedište velikoga garnizona Ruske carske vojske.
Početkom 19. stoljeća grad je živio od trgovine i administracije, industrijski se počeo razvijati od druge polovice 19. stoljećaa kad je do njega 1899. izgrađena željeznička pruga.
Za Drugog svjetskog rata Suwałki je anektiran u Treći Reich u pokrajinu Istočna Pruska. 
Odmah na početku 1940. Nacisti su pobili nekoliko stotina poljskih intelektualaca i organizirali dva radna logora koji su radili od 1940. do 1944., a u obližnjem selu Krzywólka zarobljenički logor koji je radio od 1941. do 1944. u kojem je umrlo oko 46 000 logoraša.
Nakon rata Suwałki je od 1975. do 1998. bio administrativno središte vlastitoga vojvodstva.
Nagli urbanistički rast grad je doživio nakon 1975. kad je kooptirao okolna naselja Krzywólka, Papiernia, Szwajcaria, Sobolewo, Krzywe i ostale.

## Gospodarstvo
Današnji Suwałki je grad drvne (namještaj, pilane) i prehrambene industrije.
Okolica je poljoprivredni kraj poznat po povrtlarstvu i nešto manje po rudarstvu.
On je i važno križanje cesta i željezničkih pruga, uz to ima i malu sportsku zračnu luku.
Suwałki je i poznato turističko odredište za posjet obližnjim jezerima, Wigierskom nacionalnom parku ili vožnju kanuom po rijeci Czarna Hańcza i brodovima po kanalu Augustów.

## Znamenitosti i obrazovanje
Najveće znamenitosti grada su neoklasicistička crkva podignuta između 1820. i 1825. i restaurirana oko 1845. i neoklasicistička gradska vijećnica iz sredine 19. stoljeća.
U Suwałkiju djeluju Suwalsko-mazurska viša škola i filijala Tehnološkog sveučilišta iz Białystoka.

## Poznati građani
- Henryk Minkiewicz (1880. – 1940.) general
- Andrzej Wajda (1926. – 2016.) filmski redatelj

## Vanjske poveznice
- Urząd Miasta Suwałki (službene stranice) (polj.)